# Poly (Sturm)
Poly war ein Sturmtief, das am 5. Juli 2023 über die Niederlande und Norddeutschland hinwegzog und teilweise schwere Schäden anrichtete. Das Sturmtief forderte zwei Menschenleben.
Bemerkenswert ist, dass ein Sturmtief mit Orkanböen im Sommer sehr selten ist, nach Einschätzung von Meteorologen etwa alle 30 Jahre. Im Sommer führt ein Sturmtief häufig zu größeren Schäden als im Herbst oder Winter, weil im Sommer die Bäume vollständig belaubt sind und dem Wind dadurch eine größere Angriffsfläche bieten.

## Meteorologie
Das Sturmtief Poly zog mit Orkanböen über die Niederlande und Norddeutschland hinweg und war der schwerste Sommersturm seit Beginn der Wetteraufzeichnungen. Betroffen waren in Norddeutschland insbesondere die Bundesländer Niedersachsen, Bremen, Hamburg und Schleswig-Holstein. Das Tief zog danach weiter über Dänemark und dann Richtung Schweden.
Im niederländischen IJmuiden wurde eine Böe mit 146 km/h registriert, die höchste jemals gemessene Böe in den Niederlanden während eines Sommersturms.
Der deutsche Wetterdienst warnte vor orkanartigen Böen und Orkanböen.

## Folgen
Zwei Menschen kamen durch den Sturm ums Leben. In Haarlem in den Niederlanden wurde eine 51-jährige Frau getötet, als ein Baum auf ihr Auto fiel. In Rhede im Emsland stürzte ein umfallender Baum auf eine 64 Jahre alte Frau, die mit ihrem Hund spazieren ging. Die Frau erlag noch vor Ort ihren Verletzungen.
Insbesondere in den Niederlanden hatte der Sturm schwere Schäden verursacht und zu Störungen im Verkehr geführt. Über 300 Flüge von und nach Amsterdam wurden gestrichen. Der gesamte Zugverkehr in den Niederlanden war stark beeinträchtigt und wurde zum Teil ganz eingestellt.